# 1998–1999-es UEFA-bajnokok ligája (csoportkör)
Az 1998–1999-es UEFA-bajnokok ligája csoportkörének mérkőzéseit 1998. szeptember 16. és december 9. között játszották le.
A csoportkörben 24 csapat vett részt, a sorsoláskor hat darab négycsapatos csoportot képeztek. A csoportokban a csapatok körmérkőzéses, oda-visszavágós rendszerben mérkőztek meg egymással. A csoportok első  helyezettjei, valamint a két legjobb második helyezett az egyenes kieséses szakaszba jutott. A többi csapat kiesett.

## Csoportok
Az időpontok helyi idő szerint értendők.

### A csoport
| Hely. | Csapat         | M | Gy | D | V | G+ | G– | Gk | P  | Továbbjutás                                |     | OLY | CZG | POR | AJX |
| ----- | -------------- | - | -- | - | - | -- | -- | -- | -- | ------------------------------------------ | --- | --- | --- | --- | --- |
| 1.    | Olimbiakósz    | 6 | 3  | 2 | 1 | 8  | 6  | +2 | 11 | Továbbjutott az egyenes kieséses szakaszba |     | —   | 2–0 | 2–1 | 1–0 |
| 2.    | Croatia Zagreb | 6 | 2  | 2 | 2 | 5  | 7  | −2 | 8  |                                            |     | 1–1 | —   | 3–1 | 0–0 |
| 3.    | FC Porto       | 6 | 2  | 1 | 3 | 11 | 9  | +2 | 7  |                                            | 2–2 | 3–0 | —   | 3–0 |     |
| 4.    | Ajax           | 6 | 2  | 1 | 3 | 4  | 6  | −2 | 7  |                                            | 2–0 | 0–1 | 2–1 | —   |     |

| 1998. szeptember 16. 19:45 |

| FC Porto               | 2–2               | Olimbiakósz                  |
| ---------------------- | ----------------- | ---------------------------- |
| Zahovič 65' Jardel 82' | (0–0) Jegyzőkönyv | Giannakopoulos 86' Gogić 90' |

| Estádio das Antas, Porto Nézőszám: 37 000 Játékvezető: Gilles Veissière (francia) |

| 1998. szeptember 16. 20:45 |

| Croatia Zagreb | 0–0         | Ajax |
| -------------- | ----------- | ---- |
|                | Jegyzőkönyv |      |

| Maksimir, Zágráb Nézőszám: 28 000 Játékvezető: Kim Milton Nielsen (dán) |

| 1998. szeptember 30. 20:45 |

| Ajax                             | 2–1               | FC Porto    |
| -------------------------------- | ----------------- | ----------- |
| Rudy 57' Litmanen 86' (11-esből) | (0–0) Jegyzőkönyv | Zahovič 68' |

| Amsterdam ArenA, Amszterdam Nézőszám: 41 000 Játékvezető: Piero Ceccarini (olasz) |

| 1998. szeptember 30. 21:45 |

| Olimbiakósz              | 2–0               | Croatia Zagreb |
| ------------------------ | ----------------- | -------------- |
| Alexandris 21' Gogić 80' | (1–0) Jegyzőkönyv |                |

| Spiridon Louis, Athén Nézőszám: 60 502 Játékvezető: David Elleray (angol) |

| 1998. október 21. 21:45 |

| Olimbiakósz    | 1–0               | Ajax |
| -------------- | ----------------- | ---- |
| Alexandris 39' | (1–0) Jegyzőkönyv |      |

| Spiridon Louis, Athén Nézőszám: 73 250 Játékvezető: Manuel Díaz Vega (spanyol) |

| 1998. október 21. 19:45 |

| FC Porto                   | 3–0               | Croatia Zagreb |
| -------------------------- | ----------------- | -------------- |
| Doriva 33' Zahovič 43' 73' | (2–0) Jegyzőkönyv |                |

| Estádio das Antas, Porto Nézőszám: 16 500 Játékvezető: Günter Benkö (osztrák) |

| 1998. november 4. 20:45 |

| Ajax                   | 2–0               | Olimbiakósz |
| ---------------------- | ----------------- | ----------- |
| Witschge 33' Gorré 88' | (1–0) Jegyzőkönyv |             |

| Amsterdam ArenA, Amszterdam Nézőszám: 46 000 Játékvezető: Stefano Braschi (olasz) |

| 1998. november 4. 20:45 |

| Croatia Zagreb                   | 3–1               | FC Porto   |
| -------------------------------- | ----------------- | ---------- |
| Mikić 7' Rukavina 37' Mujčin 61' | (2–1) Jegyzőkönyv | Jardel 39' |

| Maksimir, Zágráb Nézőszám: 10 000 Játékvezető: Markus Merk (német) |

| 1998. november 25. 20:45 |

| Ajax | 0–1               | Croatia Zagreb |
| ---- | ----------------- | -------------- |
|      | (0–0) Jegyzőkönyv | Šimić 68'      |

| Amsterdam ArenA, Amszterdam Nézőszám: 48 000 Játékvezető: Marc Batta (francia) |

| 1998. november 25. 21:45 |

| Olimbiakósz            | 2–1               | FC Porto    |
| ---------------------- | ----------------- | ----------- |
| Gogić 18' Đorđević 54' | (1–0) Jegyzőkönyv | Zahovič 76' |

| Spiridon Louis, Athén Nézőszám: 70 232 Játékvezető: Hugh Dallas (skót) |

| 1998. december 9. 19:45 |

| FC Porto                     | 3–0               | Ajax |
| ---------------------------- | ----------------- | ---- |
| Zahovič 54' 80' Drulović 73' | (0–0) Jegyzőkönyv |      |

| Estádio das Antas, Porto Nézőszám: 15 000 Játékvezető: Pierluigi Collina (olasz) |

| 1998. december 9. 20:45 |

| Croatia Zagreb | 1–1               | Olimbiakósz        |
| -------------- | ----------------- | ------------------ |
| Jeličić 35'    | (1–0) Jegyzőkönyv | Giannakopoulos 64' |

| Maksimir, Zágráb Nézőszám: 16 546 Játékvezető: Rune Pedersen (norvég) |

### B csoport
| Hely. | Csapat          | M | Gy | D | V | G+ | G– | Gk | P | Továbbjutás                                |     | JUV | GAL | ROS | ATH |
| ----- | --------------- | - | -- | - | - | -- | -- | -- | - | ------------------------------------------ | --- | --- | --- | --- | --- |
| 1.    | Juventus        | 6 | 1  | 5 | 0 | 7  | 5  | +2 | 8 | Továbbjutott az egyenes kieséses szakaszba |     | —   | 2–2 | 2–0 | 1–1 |
| 2.    | Galatasaray     | 6 | 2  | 2 | 2 | 8  | 8  | 0  | 8 |                                            |     | 1–1 | —   | 3–0 | 2–1 |
| 3.    | Rosenborg       | 6 | 2  | 2 | 2 | 7  | 8  | −1 | 8 |                                            | 1–1 | 3–0 | —   | 2–1 |     |
| 4.    | Athletic Bilbao | 6 | 1  | 3 | 2 | 5  | 6  | −1 | 6 |                                            | 0–0 | 1–0 | 1–1 | —   |     |

| 1998. szeptember 16. 20:45 |

| Juventus                   | 2–2               | Galatasaray        |
| -------------------------- | ----------------- | ------------------ |
| Inzaghi 17' Birindelli 68' | (1–1) Jegyzőkönyv | Şükür 44' Ümit 63' |

| Stadio delle Alpi, Torino Nézőszám: 37 192 Játékvezető: Markus Merk (német) |

| 1998. szeptember 16. 20:45 |

| Athletic Bilbao | 1–1               | Rosenborg  |
| --------------- | ----------------- | ---------- |
| Etxeberria 6'   | (1–0) Jegyzőkönyv | Strand 65' |

| San Mamés Stadium, Bilbao Nézőszám: 36 000 Játékvezető: Vasyl Melnychuk (ukrán) |

| 1998. szeptember 30. 20:45 |

| Rosenborg                  | 1–1               | Juventus    |
| -------------------------- | ----------------- | ----------- |
| Skammelsrud 69' (11-esből) | (0–1) Jegyzőkönyv | Inzaghi 27' |

| Lerkendal, Trondheim Nézőszám: 15 385 Játékvezető: Amand Ancion (belga) |

| 1998. szeptember 30. 21:45 |

| Galatasaray       | 2–1               | Athletic Bilbao |
| ----------------- | ----------------- | --------------- |
| Okan 16' Hagi 90' | (1–1) Jegyzőkönyv | Urzaiz 17'      |

| Ali Sami Yen Stadium, Isztambul Nézőszám: 19 828 Játékvezető: Graham Poll (angol) |

| 1998. október 21. 20:45 |

| Rosenborg             | 3–0               | Galatasaray |
| --------------------- | ----------------- | ----------- |
| Rushfeldt 69' 86' 90' | (0–0) Jegyzőkönyv |             |

| Lerkendal, Trondheim Nézőszám: 15 372 Játékvezető: Nikolai Levnikov (orosz) |

| 1998. október 21. 20:45 |

| Athletic Bilbao | 0–0         | Juventus |
| --------------- | ----------- | -------- |
|                 | Jegyzőkönyv |          |

| San Mamés Stadium, Bilbao Nézőszám: 39 000 Játékvezető: Kim Milton Nielsen (dán) |

| 1998. november 4. 20:45 |

| Juventus         | 1–1               | Athletic Bilbao |
| ---------------- | ----------------- | --------------- |
| Lasa 45' (öngól) | (1–1) Jegyzőkönyv | Guerrero 45'    |

| Stadio delle Alpi, Torino Nézőszám: 44 584 Játékvezető: Hugh Dallas (skót) |

| 1998. november 4. 21:45 |

| Galatasaray            | 3–0               | Rosenborg |
| ---------------------- | ----------------- | --------- |
| Şükür 54' 73' Arif 65' | (0–0) Jegyzőkönyv |           |

| Ali Sami Yen Stadium, Isztambul Nézőszám: 22 000 Játékvezető: Hellmut Krug (német) |

| 1998. november 25. 20:45 |

| Rosenborg       | 2–1               | Athletic Bilbao |
| --------------- | ----------------- | --------------- |
| Sørensen 2' 50' | (1–0) Jegyzőkönyv | Pérez 90'       |

| Lerkendal, Trondheim Nézőszám: 15 454 Játékvezető: Bernd Heynemann (német) |

| 1998. december 2. 21:45 |

| Galatasaray | 1–1               | Juventus    |
| ----------- | ----------------- | ----------- |
| Suat 90'    | (0–0) Jegyzőkönyv | Amoruso 76' |

| Ali Sami Yen Stadium, Isztambul Nézőszám: 22 920 Játékvezető: Gilles Veissière (francia) |

| 1998. december 9. 20:45 |

| Juventus                | 2–0               | Rosenborg |
| ----------------------- | ----------------- | --------- |
| Inzaghi 16' Amoruso 36' | (2–0) Jegyzőkönyv |           |

| Stadio delle Alpi, Torino Nézőszám: 7174 Játékvezető: Mario van der Ende (holland) |

| 1998. december 9. 20:45 |

| Athletic Bilbao | 1–0               | Galatasaray |
| --------------- | ----------------- | ----------- |
| Guerrero 44'    | (1–0) Jegyzőkönyv |             |

| San Mamés Stadium, Bilbao Nézőszám: 16 000 Játékvezető: Urs Meier (svájci) |

### C csoport
| Hely. | Csapat           | M | Gy | D | V | G+ | G– | Gk  | P  | Továbbjutás                                |     | INT | RMA | SPM | STM |
| ----- | ---------------- | - | -- | - | - | -- | -- | --- | -- | ------------------------------------------ | --- | --- | --- | --- | --- |
| 1.    | Internazionale   | 6 | 4  | 1 | 1 | 9  | 5  | +4  | 13 | Továbbjutott az egyenes kieséses szakaszba |     | —   | 3–1 | 2–1 | 1–0 |
| 2.    | Real Madrid      | 6 | 4  | 0 | 2 | 17 | 8  | +9  | 12 | Továbbjutott az egyenes kieséses szakaszba |     | 2–0 | —   | 2–1 | 6–1 |
| 3.    | Szpartak Moszkva | 6 | 2  | 2 | 2 | 7  | 6  | +1  | 8  |                                            |     | 1–1 | 2–1 | —   | 0–0 |
| 4.    | Sturm Graz       | 6 | 0  | 1 | 5 | 2  | 16 | −14 | 1  |                                            | 0–2 | 1–5 | 0–2 | —   |     |

| 1998. szeptember 16. 20:45 |

| Real Madrid                       | 2–0               | Internazionale |
| --------------------------------- | ----------------- | -------------- |
| Hierro 80' (11-esből) Seedorf 90' | (0–0) Jegyzőkönyv |                |

| Estadio Ramón Sánchez Pizjuán, Sevilla Nézőszám: 42 000 Játékvezető: Hugh Dallas (skót) |

| 1998. szeptember 16. 20:45 |

| Sturm Graz | 0–2               | Szpartak Moszkva         |
| ---------- | ----------------- | ------------------------ |
|            | (0–0) Jegyzőkönyv | Tyitov 60' Tsymbalar 63' |

| Arnold Schwarzenegger-Stadion, Graz Nézőszám: 11 000 Játékvezető: Atanas Uzunov (bolgár) |

| 1998. szeptember 30. 20:45 |

| Internazionale | 1–0               | Sturm Graz |
| -------------- | ----------------- | ---------- |
| Djorkaeff 90'  | (0–0) Jegyzőkönyv |            |

| San Siro, Milánó Nézőszám: 24 791 Játékvezető: Rune Pedersen (norvég) |

| 1998. szeptember 30. 19:45 |

| Szpartak Moszkva         | 2–1               | Real Madrid |
| ------------------------ | ----------------- | ----------- |
| Tsymbalar 72' Tyitov 78' | (0–0) Jegyzőkönyv | Raúl 63'    |

| Luzsnyiki Stadion, Moscow Nézőszám: 60 000 Játékvezető: Bernd Heynemann (német) |

| 1998. október 21. 20:45 |

| Real Madrid                                              | 6–1               | Sturm Graz |
| -------------------------------------------------------- | ----------------- | ---------- |
| Sávio 13' 90' Raúl 22' Jarni 61' 79' Popović 67' (öngól) | (2–1) Jegyzőkönyv | Vastić 8'  |

| Santiago Bernabéu Stadium, Madrid Nézőszám: 32 500 Játékvezető: Graham Barber (angol) |

| 1998. október 21. 20:45 |

| Internazionale          | 2–1               | Szpartak Moszkva |
| ----------------------- | ----------------- | ---------------- |
| Ventola 32' Ronaldo 59' | (1–0) Jegyzőkönyv | Tsymbalar 65'    |

| San Siro, Milánó Nézőszám: 44 199 Játékvezető: Marc Batta (francia) |

| 1998. november 4. 19:45 |

| Szpartak Moszkva | 1–1               | Internazionale |
| ---------------- | ----------------- | -------------- |
| Tikhonov 68'     | (0–0) Jegyzőkönyv | Simeone 89'    |

| Luzsnyiki Stadion, Moscow Nézőszám: 84 000 Játékvezető: Urs Meier (svájci) |

| 1998. november 5. 20:45 |

| Sturm Graz | 1–5               | Real Madrid                                        |
| ---------- | ----------------- | -------------------------------------------------- |
| Haas 3'    | (1–2) Jegyzőkönyv | Panucci 8' 61' Mijatović 35' Seedorf 57' Šuker 74' |

| Arnold Schwarzenegger-Stadion, Graz Nézőszám: 13 851 Játékvezető: Karl-Erik Nilsson (svéd) |

| 1998. november 25. 20:45 |

| Internazionale              | 3–1               | Real Madrid |
| --------------------------- | ----------------- | ----------- |
| Zamorano 51' Baggio 86' 90' | (0–0) Jegyzőkönyv | Seedorf 57' |

| San Siro, Milánó Nézőszám: 77 829 Játékvezető: Markus Merk (német) |

| 1998. november 25. 19:45 |

| Szpartak Moszkva | 0–0         | Sturm Graz |
| ---------------- | ----------- | ---------- |
|                  | Jegyzőkönyv |            |

| Luzsnyiki Stadion, Moscow Nézőszám: 37 000 Játékvezető: Michel Piraux (belga) |

| 1998. december 9. 20:45 |

| Real Madrid        | 2–1               | Szpartak Moszkva |
| ------------------ | ----------------- | ---------------- |
| Raúl 34' Sávio 66' | (1–0) Jegyzőkönyv | Khlestov 89'     |

| Santiago Bernabéu Stadium, Madrid Nézőszám: 60 000 Játékvezető: Vágner László (magyar) |

| 1998. december 9. 20:45 |

| Sturm Graz | 0–2               | Internazionale         |
| ---------- | ----------------- | ---------------------- |
|            | (0–0) Jegyzőkönyv | Zanetti 64' Baggio 80' |

| Arnold Schwarzenegger-Stadion, Graz Nézőszám: 12 685 Játékvezető: Jacek Granat (lengyel) |

### D csoport
| Hely. | Csapat            | M | Gy | D | V | G+ | G– | Gk  | P  | Továbbjutás                                |     | BAY | MUN | BAR | BRO |
| ----- | ----------------- | - | -- | - | - | -- | -- | --- | -- | ------------------------------------------ | --- | --- | --- | --- | --- |
| 1.    | Bayern München    | 6 | 3  | 2 | 1 | 9  | 6  | +3  | 11 | Továbbjutott az egyenes kieséses szakaszba |     | —   | 2–2 | 1–0 | 2–0 |
| 2.    | Manchester United | 6 | 2  | 4 | 0 | 20 | 11 | +9  | 10 | Továbbjutott az egyenes kieséses szakaszba |     | 1–1 | —   | 3–3 | 5–0 |
| 3.    | FC Barcelona      | 6 | 2  | 2 | 2 | 11 | 9  | +2  | 8  |                                            |     | 1–2 | 3–3 | —   | 2–0 |
| 4.    | Brøndby IF        | 6 | 1  | 0 | 5 | 4  | 18 | −14 | 3  |                                            | 2–1 | 2–6 | 0–2 | —   |     |

| 1998. szeptember 16. 19:45 |

| Manchester United                 | 3–3               | FC Barcelona                                                     |
| --------------------------------- | ----------------- | ---------------------------------------------------------------- |
| Giggs 17' Scholes 24' Beckham 64' | (2–0) Jegyzőkönyv | Anderson 47' Giovanni 60' (11-esből) Luis Enrique 71' (11-esből) |

| Old Trafford, Manchester Nézőszám: 53 601 Játékvezető: Stefano Braschi (olasz) |

| 1998. szeptember 16. 20:45 |

| Brøndby IF                  | 2–1               | Bayern München |
| --------------------------- | ----------------- | -------------- |
| Helmer 87' (öngól) Ravn 90' | (0–0) Jegyzőkönyv | Babbel 76'     |

| Parken Stadion, Koppenhága Nézőszám: 30 378 Játékvezető: Vágner László (magyar) |

| 1998. szeptember 30. 20:45 |

| Bayern München                   | 2–2               | Manchester United     |
| -------------------------------- | ----------------- | --------------------- |
| Élber 11' Sheringham 90' (öngól) | (1–1) Jegyzőkönyv | Yorke 30' Scholes 49' |

| Olympiastadion, München Nézőszám: 75 000 Játékvezető: Marc Batta (francia) |

| 1998. szeptember 30. 20:45 |

| FC Barcelona     | 2–0               | Brøndby IF |
| ---------------- | ----------------- | ---------- |
| Anderson 44' 85' | (1–0) Jegyzőkönyv |            |

| Camp Nou, Barcelona Nézőszám: 55 000 Játékvezető: Gerd Grabher (osztrák) |

| 1998. október 21. 20:45 |

| Brøndby IF            | 2–6               | Manchester United                                      |
| --------------------- | ----------------- | ------------------------------------------------------ |
| Daugaard 35' Sand 90' | (1–3) Jegyzőkönyv | Giggs 2' 21' Cole 28' Keane 55' Yorke 60' Solskjær 62' |

| Parken Stadion, Koppenhága Nézőszám: 40 315 Játékvezető: Vítor Melo Pereira (portugál) |

| 1998. október 21. 20:45 |

| Bayern München | 1–0               | FC Barcelona |
| -------------- | ----------------- | ------------ |
| Effenberg 45'  | (1–0) Jegyzőkönyv |              |

| Olympiastadion, München Nézőszám: 56 000 Játékvezető: Anders Frisk (svéd) |

| 1998. november 4. 20:45 |

| FC Barcelona            | 1–2               | Bayern München               |
| ----------------------- | ----------------- | ---------------------------- |
| Giovanni 28' (11-esből) | (1–0) Jegyzőkönyv | Zickler 47' Salihamidžić 86' |

| Camp Nou, Barcelona Nézőszám: 10 000 Játékvezető: Pierluigi Collina (olasz) |

| 1998. november 4. 19:45 |

| Manchester United                                        | 5–0               | Brøndby IF |
| -------------------------------------------------------- | ----------------- | ---------- |
| Beckham 6' Cole 12' P. Neville 16' Yorke 28' Scholes 62' | (4–0) Jegyzőkönyv |            |

| Old Trafford, Manchester Nézőszám: 53 250 Játékvezető: Ľuboš Micheľ (szlovák) |

| 1998. november 25. 20:45 |

| FC Barcelona                | 3–3               | Manchester United      |
| --------------------------- | ----------------- | ---------------------- |
| Anderson 1' Rivaldo 57' 73' | (1–1) Jegyzőkönyv | Yorke 25' 68' Cole 53' |

| Camp Nou, Barcelona Nézőszám: 54 213 Játékvezető: Günter Benkö (osztrák) |

| 1998. november 25. 20:45 |

| Bayern München         | 2–0               | Brøndby IF |
| ---------------------- | ----------------- | ---------- |
| Jancker 51' Basler 57' | (0–0) Jegyzőkönyv |            |

| Olympiastadion, München Nézőszám: 34 000 Játékvezető: Oguz Sarvan (török) |

| 1998. december 9. 19:45 |

| Manchester United | 1–1               | Bayern München   |
| ----------------- | ----------------- | ---------------- |
| Keane 43'         | (1–0) Jegyzőkönyv | Salihamidžić 56' |

| Old Trafford, Manchester Nézőszám: 54 434 Játékvezető: Dick Jol (holland) |

| 1998. december 9. 20:45 |

| Brøndby IF | 0–2               | FC Barcelona        |
| ---------- | ----------------- | ------------------- |
|            | (0–2) Jegyzőkönyv | Figo 5' Rivaldo 35' |

| Parken Stadion, Koppenhága Nézőszám: 40 892 Játékvezető: Nikolai Levnikov (orosz) |

### E csoport
| Hely. | Csapat         | M | Gy | D | V | G+ | G– | Gk | P  | Továbbjutás                                |     | DKV | LEN | ARS | PAN |
| ----- | -------------- | - | -- | - | - | -- | -- | -- | -- | ------------------------------------------ | --- | --- | --- | --- | --- |
| 1.    | Dinamo Kijiv   | 6 | 3  | 2 | 1 | 11 | 7  | +4 | 11 | Továbbjutott az egyenes kieséses szakaszba |     | —   | 1–1 | 3–1 | 2–1 |
| 2.    | RC Lens        | 6 | 2  | 2 | 2 | 5  | 6  | −1 | 8  |                                            |     | 1–3 | —   | 1–1 | 1–0 |
| 3.    | Arsenal        | 6 | 2  | 2 | 2 | 8  | 8  | 0  | 8  |                                            | 1–1 | 0–1 | —   | 2–1 |     |
| 4.    | Panathinaikósz | 6 | 2  | 0 | 4 | 6  | 9  | −3 | 6  |                                            | 2–1 | 1–0 | 1–3 | —   |     |

| 1998. szeptember 16. 21:45 |

| Panathinaikósz               | 2–1               | Dinamo Kijiv |
| ---------------------------- | ----------------- | ------------ |
| Mykland 57' Liberopoulos 71' | (0–1) Jegyzőkönyv | Rebrov 31'   |

| Nikos Goumas Stadium, Athén Nézőszám: 20 300 Játékvezető: Vítor Melo Pereira (portugál) |

| 1998. szeptember 16. 20:45 |

| RC Lens       | 1–1               | Arsenal      |
| ------------- | ----------------- | ------------ |
| Vairelles 90' | (0–0) Jegyzőkönyv | Overmars 51' |

| Stade Félix-Bollaert, Lens Nézőszám: 33 371 Játékvezető: Hellmut Krug (német) |

| 1998. szeptember 30. 19:45 |

| Arsenal             | 2–1               | Panathinaikósz |
| ------------------- | ----------------- | -------------- |
| Adams 64' Keown 72' | (0–0) Jegyzőkönyv | Mauro 88'      |

| Wembley Stadion, London Nézőszám: 73 454 Játékvezető: Antonio López Nieto (spanyol) |

| 1998. szeptember 30. 21:45 |

| Dinamo Kijiv   | 1–1               | RC Lens       |
| -------------- | ----------------- | ------------- |
| Shevchenko 61' | (0–0) Jegyzőkönyv | Vairelles 62' |

| Olimpiysky National Sports Complex, Kijev Nézőszám: 40 000 Játékvezető: Günter Benkö (osztrák) |

| 1998. október 21. 19:45 |

| Arsenal      | 1–1               | Dinamo Kijiv |
| ------------ | ----------------- | ------------ |
| Bergkamp 74' | (0–0) Jegyzőkönyv | Rebrov 90'   |

| Wembley Stadion, London Nézőszám: 73 256 Játékvezető: Ryszard Wójcik (lengyel) |

| 1998. október 21. 20:45 |

| RC Lens  | 1–0               | Panathinaikósz |
| -------- | ----------------- | -------------- |
| Eloi 80' | (0–0) Jegyzőkönyv |                |

| Stade Félix-Bollaert, Lens Nézőszám: 32 757 Játékvezető: Dick Jol (holland) |

| 1998. november 4. 21:45 |

| Dinamo Kijiv                                     | 3–1               | Arsenal    |
| ------------------------------------------------ | ----------------- | ---------- |
| Rebrov 27' (11-esből) Holovko 62' Shevchenko 72' | (1–0) Jegyzőkönyv | Hughes 83' |

| Olimpiysky National Sports Complex, Kijev Nézőszám: 76 600 Játékvezető: Piero Ceccarini (olasz) |

| 1998. november 4. 21:45 |

| Panathinaikósz | 1–0               | RC Lens |
| -------------- | ----------------- | ------- |
| Vokolos 53'    | (0–0) Jegyzőkönyv |         |

| Spiridon Louis, Athén Nézőszám: 55 031 Játékvezető: José García Aranda (spanyol) |

| 1998. november 25. 19:45 |

| Arsenal | 0–1               | RC Lens    |
| ------- | ----------------- | ---------- |
|         | (0–0) Jegyzőkönyv | Debève 72' |

| Wembley Stadion, London Nézőszám: 73 707 Játékvezető: Markus Merk (német) |

| 1998. november 25. 21:45 |

| Dinamo Kijiv                   | 2–1               | Panathinaikósz  |
| ------------------------------ | ----------------- | --------------- |
| Rebrov 72' Basinas 80' (öngól) | (0–1) Jegyzőkönyv | Lagonikakis 36' |

| Olimpiysky National Sports Complex, Kijev Nézőszám: 50 000 Játékvezető: Hellmut Krug (német) |

| 1998. december 9. 21:45 |

| Panathinaikósz | 1–3               | Arsenal                                       |
| -------------- | ----------------- | --------------------------------------------- |
| Sypniewski 74' | (0–0) Jegyzőkönyv | Asanović 65' (öngól) Anelka 80' Boa Morte 86' |

| Spiridon Louis, Athén Nézőszám: 41 105 Játékvezető: Stefano Braschi (olasz) |

| 1998. december 9. 20:45 |

| RC Lens    | 1–3               | Dinamo Kijiv                            |
| ---------- | ----------------- | --------------------------------------- |
| Šmicer 78' | (0–0) Jegyzőkönyv | Kaladze 60' Vashchuk 75' Shevchenko 85' |

| Stade Félix-Bollaert, Lens Nézőszám: 39 423 Játékvezető: Ľuboš Micheľ (szlovák) |

### F csoport
| Hely. | Csapat               | M | Gy | D | V | G+ | G– | Gk | P  | Továbbjutás                                |     | KAI | BEN | PSV | HJK |
| ----- | -------------------- | - | -- | - | - | -- | -- | -- | -- | ------------------------------------------ | --- | --- | --- | --- | --- |
| 1.    | 1. FC Kaiserslautern | 6 | 4  | 1 | 1 | 12 | 6  | +6 | 13 | Továbbjutott az egyenes kieséses szakaszba |     | —   | 1–0 | 3–1 | 5–2 |
| 2.    | Benfica              | 6 | 2  | 2 | 2 | 8  | 9  | −1 | 8  |                                            |     | 2–1 | —   | 2–1 | 2–2 |
| 3.    | PSV Eindhoven        | 6 | 2  | 1 | 3 | 10 | 11 | −1 | 7  |                                            | 1–2 | 2–2 | —   | 2–1 |     |
| 4.    | HJK                  | 6 | 1  | 2 | 3 | 8  | 12 | −4 | 5  |                                            | 0–0 | 2–0 | 1–3 | —   |     |

| 1998. szeptember 16. 20:45 |

| PSV Eindhoven             | 2–1               | HJK         |
| ------------------------- | ----------------- | ----------- |
| Ooijer 57' Bruggink 90+3' | (0–1) Jegyzőkönyv | Kottila 32' |

| Philips Stadion, Eindhoven Nézőszám: 14 460 Játékvezető: Ľuboš Micheľ (szlovák) |

| 1998. szeptember 16. 20:45 |

| 1. FC Kaiserslautern | 1–0               | Benfica |
| -------------------- | ----------------- | ------- |
| Wagner 41'           | (1–0) Jegyzőkönyv |         |

| Fritz-Walter-Stadion, Kaiserslautern Nézőszám: 31 112 Játékvezető: Pierluigi Collina (olasz) |

| 1998. szeptember 30. 19:45 |

| Benfica                       | 2–1               | PSV Eindhoven |
| ----------------------------- | ----------------- | ------------- |
| Nuno Gomes 47' João Pinto 76' | (0–0) Jegyzőkönyv | Rommedahl 72' |

| Estádio da Luz, Lisszabon Nézőszám: 45 000 Játékvezető: Nikolai Levnikov (orosz) |

| 1998. szeptember 30. 21:45 |

| HJK | 0–0         | Kaiserslautern |
| --- | ----------- | -------------- |
|     | Jegyzőkönyv |                |

| Olimpiai Stadion, Helsinki Nézőszám: 21 217 Játékvezető: Leslie Irvine (északír) |

| 1998. október 21. 20:45 |

| PSV Eindhoven | 1–2               | Kaiserslautern       |
| ------------- | ----------------- | -------------------- |
| Khokhlov 78'  | (0–0) Jegyzőkönyv | Riedl 67' Rische 81' |

| Philips Stadion, Eindhoven Nézőszám: 20 500 Játékvezető: Alain Sars (francia) |

| 1998. október 21. 21:45 |

| HJK                                 | 2–0               | Benfica |
| ----------------------------------- | ----------------- | ------- |
| Lehkosuo 20' (11-esből) Kottila 70' | (1–0) Jegyzőkönyv |         |

| Olimpiai Stadion, Helsinki Nézőszám: 25 126 Játékvezető: Václav Krondl (cseh) |

| 1998. november 4. 20:45 |

| 1. FC Kaiserslautern             | 3–1               | PSV Eindhoven      |
| -------------------------------- | ----------------- | ------------------ |
| Rische 68' Riedl 77' Hristov 90' | (0–1) Jegyzőkönyv | van Nistelrooy 18' |

| Fritz-Walter-Stadion, Kaiserslautern Nézőszám: 31 444 Játékvezető: David Elleray (angol) |

| 1998. november 4. 19:45 |

| Benfica                   | 2–2               | HJK                               |
| ------------------------- | ----------------- | --------------------------------- |
| Nuno Gomes 78' Calado 81' | (0–1) Jegyzőkönyv | Minto 5' (öngól) Luiz Antônio 84' |

| Estádio da Luz, Lisszabon Nézőszám: 25 000 Játékvezető: Vágner László (magyar) |

| 1998. november 25. 21:45 |

| HJK                     | 1–3               | PSV Eindhoven                         |
| ----------------------- | ----------------- | ------------------------------------- |
| Lehkosuo 70' (11-esből) | (0–1) Jegyzőkönyv | van Nistelrooy 30' 67' 82' (11-esből) |

| Olimpiai Stadion, Helsinki Nézőszám: 34 146 Játékvezető: José García Aranda (spanyol) |

| 1998. november 25. 19:45 |

| Benfica                       | 2–1               | Kaiserslautern |
| ----------------------------- | ----------------- | -------------- |
| Nuno Gomes 30' João Pinto 70' | (1–0) Jegyzőkönyv | Rische 90'     |

| Estádio da Luz, Lisszabon Nézőszám: 25 000 Játékvezető: Paul Durkin (angol) |

| 1998. december 9. 20:45 |

| PSV Eindhoven                   | 2–2               | Benfica                       |
| ------------------------------- | ----------------- | ----------------------------- |
| Khokhlov 41' van Nistelrooy 89' | (1–0) Jegyzőkönyv | Nuno Gomes 47' (11-esből) 65' |

| Philips Stadion, Eindhoven Nézőszám: 17 900 Játékvezető: Karl-Erik Nilsson (svéd) |

| 1998. december 9. 20:45 |

| 1. FC Kaiserslautern                        | 5–2               | HJK                        |
| ------------------------------------------- | ----------------- | -------------------------- |
| Rösler 43' 61' 80' Marschall 49' Rische 85' | (1–1) Jegyzőkönyv | Ilola 29' Luiz Antônio 68' |

| Fritz-Walter-Stadion, Kaiserslautern Nézőszám: 17 900 Játékvezető: Kim Milton Nielsen (dán) |

### Második helyezettek sorrendje
| Hely. | Cs | Csapat            | M | Gy | D | V | G+ | G– | Gk | P  | Továbbjutás                                |
| ----- | -- | ----------------- | - | -- | - | - | -- | -- | -- | -- | ------------------------------------------ |
| 1.    | C  | Real Madrid       | 6 | 4  | 0 | 2 | 17 | 8  | +9 | 12 | Továbbjutott az egyenes kieséses szakaszba |
| 2.    | D  | Manchester United | 6 | 2  | 4 | 0 | 20 | 11 | +9 | 10 | Továbbjutott az egyenes kieséses szakaszba |
| 3.    | B  | Galatasaray       | 6 | 2  | 2 | 2 | 8  | 8  | 0  | 8  |                                            |
| 4.    | F  | Benfica           | 6 | 2  | 2 | 2 | 8  | 9  | −1 | 8  |                                            |
| 5.    | E  | Lens              | 6 | 2  | 2 | 2 | 5  | 6  | −1 | 8  |                                            |
| 6.    | A  | Croatia Zagreb    | 6 | 2  | 2 | 2 | 5  | 7  | −2 | 8  |                                            |